# Bushrod Washington
Bushrod Washington (Westmoreland, Virginia; 5 de junio de 1762 - Filadelfia, Pensilvania; 26 de noviembre de 1829) fue un juez asociado de la Corte Suprema de EE. UU. y sobrino de George Washington.
Bushrod Washington nació en el condado de Westmoreland, Virginia, y fue el hijo de John Augustine Washington. Se graduó en el College of William and Mary, donde fue uno de los primeros miembros de Phi Beta Kappa. Su tío patrocinó los estudios jurídicos de Bushrod con su compañero James Wilson. Heredó la plantación de Mount Vernon de George Washington después de que éste muriese en 1799.
Bushrod Washington recibió un nombramiento durante el receso de la vacante dejada por James Wilson el 29 de septiembre de 1798, tras otro federalista, John Marshall, rechazado por John Adams y aprobado por Washington. Formalmente nombrado el 19 de diciembre de 1798, fue confirmado por el Senado de los Estados Unidos el 20 de diciembre de 1798, y recibió su comisión el mismo día. Se convirtió en juez asociado el 4 de febrero de 1799, a la edad de 36 años. Después de que Marshall se convirtiera en Presidente del Tribunal Supremo, dos años después, él votó siempre en el mismo sentido que Marshall excepto en tres ocasiones.
En 1816, ayudó a crear la Sociedad Americana de Colonización y ocupó el cargo de primer presidente toda su vida. El juez Bushrod Washington fue propietario (y vendedor) de esclavos.
Washington murió en Filadelfia, Pennsylvania. Sus restos están enterrados en el imponente Monte Vernon, junto con su esposa (que murió de pena a los dos días de su desaparición).